# Megobaralipton lansbergei
Megobaralipton lansbergei là một loài bọ cánh cứng trong họ Cerambycidae.